# Abantis lucretia
Abantis lucretia, tên phổ biến là bướm nhảy thiên đường Lucretia là một loài bướm ngày thuộc họ Bướm nhảy. Loài này được Hamilton Herbert Druce mô tả lần đầu năm 1909. Loài này được tìm thấy ở Guinée, Sierra Leone, Ghana, Nigeria, Cameroon, Cộng hòa Congo, Cộng hòa Dân chủ Congo, Zambia và Uganda. Rừng là môi trường sống của loài này.

## Phân loài
- Abantis lucretia lucretia (Guinée, Sierra Leone, Ghana, Nigeria: sông Oyono, Cameroon)
- Abantis lucretia etoumbiensis Miller, 1971 (Congo, tây nam Uganda)
- Abantis lucretia lofu Neave, 1910 (Cộng hòa Dân chủ Congo: Shaba, bắc Zambia)